# 泥棒を捕まえる人
『泥棒を捕まえる人』(A Thief Catcher) は、1914年公開の短編サイレント映画。キーストン社による製作で、監督および主演はフォード・スターリング。共演はチャールズ・チャップリン、マック・スウェイン、エドガー・ケネディなど。
長らく行方が分からなかった作品であったが、2010年に発見された。1971年に映画研究家ウノ・アスプランドが制定したチャップリンのフィルモグラフィーの整理システムにあてはめると、出演第3作『メーベルの窮境』と第4作『夕立』の間に入る作品となる。

## 概要
内容としては典型的な「キーストン・コップスもの」の一つであり、チャップリンの出演時間はおよそ3分間である。ところが、チャップリン自身が1914年8月に早くも作成した自身のフィルモグラフィーでは、この作品が記されなかった。英国映画協会の記録からもこの作品は抜け落ちており、チャップリンの伝記を著した映画史家のデイヴィッド・ロビンソンも、おそらく見落とした。いずれにせよ、『泥棒を捕まえる人』は封切後、チャップリン自身を含めて記録と記憶から消えていくこととなり、フィルムそのものも行方不明となった。
転機となったのは、アメリカの映画史家ポール・ギルッキ (Paul Gierucki) がミシガン州の骨とう品店で「キーストン」と書かれた古いフィルム缶を購入したことである。ギルッキは購入したフィルムを「典型的なキーストン・コップスもの」と決めつけており、数か月間目を通していなかった。ところが、ギルッキがあらためて状態の良いフィルムに目を通したところ、そのうちの一つに映っていたキーストン・コップスの中に、明らかにチャップリンと思われる役者の姿を見て驚き、独特の仕草からチャップリンであろうことが推測できたものの、断定まではいたらなかった。ギルッキは友人のフィルムコレクターであるリチャード・ロバーツに「チャップリン」が映っているフィルムを見せたところ、ロバーツはたった2秒でチャップリンであると断定した。そのフィルムこそ、長く行方知れずとなって忘却のかなたにあった『泥棒を捕まえる人』であった。
『泥棒を捕まえる人』はバージニア州アーリントン郡で開かれているスラップスティコン映画祭 (Slapsticon film festival) に出品され、96年ぶりに日の目を見た。翌2011年4月9日と10日には、ヒューマントラストシネマ有楽町で開催されたチャップリン映画祭で、映画監督の周防正行とチャップリン研究家の大野裕之によるトークショーを付して日本において初めて公開された。日本では他に、2012年9月にオーディトリウム渋谷や銀座テアトルシネマ、シネ・リーブル梅田でも上映され、9月15日に行われたオーディトリウム渋谷での先行上映イベントでは、日本チャップリン協会名誉会長の黒柳徹子が『泥棒を捕まえる人』を鑑賞した。『泥棒を捕まえる人』は、82番目のチャップリン映画として登録された。

## キャスト
出典：
- フォード・スターリング：不審者
- チャールズ・チャップリン：警官
- ウィリアム・ハウバー（英語版）：警官
- ジョージ・ジェスク（英語版）：警官
- エドガー・ケネディ：不審者
- ルーベ・ミラー（フランス語版）：警官
- マック・スウェイン：不審者